# Alluvione in Toscana del 2023
L'alluvione della Toscana del 2023 è stata una calamità naturale che ha interessato il nord della regione Toscana nei giorni dal 2 al 5 novembre 2023, caratterizzata da piogge torrenziali che hanno causato esondazioni di fiumi (tra cui il Bisenzio), danni e vittime.

## Disastro ed eventi
Tra la il pomeriggio e la sera di giovedì 2 novembre 2023 sulla costa Toscana comincia a formarsi un sistema temporalesco autorigenerante, con una linea di convergenza che si estendeva da Livorno alle zone del Mugello, scatenando lungo questa striscia precipitazioni molto intense, che hanno portato all'accumulo, in sole 3 ore, di ben 200 millimetri di acqua. 
La Toscana ha così conseguentemente dichiarato lo stato di allerta nazionale il 3 novembre, prima per 5 province, e in seguito per altre 2 (escludendo quindi Grosseto, Siena e Arezzo, colpite marginalmente dalla perturbazione). 
I danni maggiori si sono verificati in corrispondenza della piana fiorentina, a causa dell'esondazione in particolar modo del fiume Bisenzio e di altri torrenti, così come nelle province di Pisa e di Livorno; in quest'ultima i danni si sono accentuati in seguito all'esondazione del Rio Maggiore, nella zona di Ardenza, già in precedenza noto per l'alluvione del 2017.
Il disastro generale, nella regione, è stato aggravato dal forte vento, con raffiche oltre i 100 km/h nei giorni successivi all'alluvione, specialmente sulla costa tra Livorno e Pisa. 
Le perturbazioni continuarono nelle prime ore del 3 novembre 2023, per poi cessare e riprendere nuovamente nella notte tra il 4 e il 5 novembre causando ulteriori allagamenti, questa volta concentrati maggiormente nella provincia di Pistoia, nel comune di Quarrata, con l'esondazione del torrente Stella. 
Gli intensi sistemi temporaleschi sono stati attribuiti alla tempesta Ciaran, nata nei giorni precedenti nell'ovest dell'Oceano Atlantico in seguito allo scontro tra masse d'aria fredde e calde. Ad essere colpite da questa tempesta, in modo minore, oltre alla Toscana, sono state anche il Veneto, il Friuli Venezia Giulia e la Liguria.

## Le province colpite

### Provincia di Prato
La provincia di Prato è quella che ha subito maggiori danni a causa di questa catastrofe ambientale. Durante la sera del 2 novembre 2023 sono cadute in appena 3 ore, circa 180 millimetri di pioggia, con conseguenza l'allagamento di diversi comuni: Carmignano (a causa dell'esondazione del torrente Furba), Prato (in zona Santa Lucia a causa dell'esondazione del fiume Bisenzio e nella frazione di Figline a causa dello straripamento del torrente Bardena) e Montemurlo (a causa dell'esondazione del torrente Bagnolo).
La parte nord della Provincia, rappresentata dalla valle del Bisenzio, veniva colpita da una grossa ondata di piena del fiume Bisenzio e di tutti i suoi affluenti causando ingenti danni nei Comuni di Cantagallo e Vaiano. 
Sempre nello stesso giorno si sono verificate anche delle frane, nel comune di Vernio, tra San Quirico, Sasseta e sul Montalbano. Al mattino del 3 novembre si contavano migliaia di case allagate, numerose strade chiuse (tra cui il tratto Prato Ovest - Pistoia dell'autostrada A11), automobili distrutte e galleggianti nelle acque fangose che ricoprivano le strade, l'ospedale Santo Stefano di Prato allagato, comuni senza corrente elettrica e 2 vittime nel comune di Montemurlo.

### Provincia di Pistoia
Insieme a quella di Prato, Pistoia è stata la seconda provincia più colpita dall'alluvione.
A Quarrata il torrente Stella ha rotto gli argini esondando 2 volte: la prima nella notte tra il 2 e il 3 novembre, la seconda nella sera del 4 novembre; nelle stesse date ha esondato anche il torrente Agna a Montale. Le esondazioni, le forti piogge e il vento hanno causato molti guasti idrici ed elettrici, sistemati nei giorni successivi.
A causa della piena di un torrente a Lamporecchio, nella serata del 2 novembre, si sono registrate 2 persone vittime, travolte dall'acqua.

### Provincia di Firenze
Tra il 2 e il 3 novembre a Campi Bisenzio, l'esondazione del fiume Bisenzio e la rottura degli argini del torrente Marinella, e del tortente Marina in prossimità di Villa Montalvo, hanno provocato cinque vittime, oltre a ingenti danni, allagamenti in tutto il comune e guasti di circa 38mila utenze sulla rete elettrica.
Nell'area metropolitana di Firenze si sono registrati 10mila guasti.

### Provincia di Livorno
Il sistema temporalesco si è formato davanti alla costa livornese, dove ha scaricato oltre 160 mm in un'ora sulle rilevazioni alla stazione della Valle Benedetta, nel comune di Livorno, dove si sono verificati numerosi danni e allagamenti, oltre all'esondazione in località Ardenza del Rio Maggiore . Ugualmente numerosi inoltre i danni da mareggiate e da vento oltre i 100 km/h, in particolare sul lungomare.
Gran parte dei danni della Provincia si è concentrata anche a Rosignano Marittimo, in località Gabbro, dove si è verificato un decesso durante il trasferimento di pazienti in una RSA allagatasi in seguito al nubifragio.

### Provincia di Pisa
Le piogge torrenziali a Pisa hanno causato allagamenti a Pontedera e Ponsacco, e il giorno dopo, a causa delle forti mareggiate, in particolare tra Marina di Pisa e Vecchiano, l'acqua del mare è entrata nelle strade delle 2 località. Inoltre, si sono registrati alcuni alberi caduti sulla Superstrada Firenze-Pisa-Livorno (FI-PI-LI).